# Pseudozeuxo belizensis
Pseudozeuxo belizensis is een naaldkreeftjessoort uit de familie van de Pseudozeuxidae. De wetenschappelijke naam van de soort is voor het eerst geldig gepubliceerd in 1982 door Sieg.